# هولندا الكبرى

خريطة علم هولندا الكبرى، بما في ذلك هولندا وفلاندرز.

هولندا الكبرى ((بالهولندية: Groot-Nederland)‏ هو كيان سياسي أحادي اللغة افتراضي يتكون من دمج المنطقتين الناطقتين باللغة الهولندية في فلاندرز وهولندا. تم تطوير هذا المفهوم في الأصل بواسطة بيتر جايل، الذي جادل بأن الاثنين انفصلا فقط خلال حرب الثمانين سنة ضد إسبانيا في القرن السادس عشر.
لطالما انقسمت حركة هولندا الكبرى على الشكل السياسي الذي ستتخذه الحكومة، مع الأخذ في الاعتبار، من بين أمور أخرى، كونفدرالية أو اتحاد أو دولة موحدة. يوجد تقسيم متساوٍ حول الوضع المستقبلي لبروكسل، والتي تعتبر أصعب نقطة في أي سيناريو لتقسيم بلجيكا.

## المصطلح

تستخدم بعض المنظمات المنادية بهولندا الكبرى العلم الأميري التاريخي كرمز

تُعرف الدولة المحتملة أيضًا باسم Dutchland (Dietsland)، والتي تستخدم كلمة Diets - مصطلح قديم في الغة الهولندية. كانت هذه التسمية شائعة حتى الحرب العالمية الثانية، ولكن ارتباطاتها بالتعاون (خاصة في فلاندرز)، تعني أن الداعمين الحديثين يتجنبون استخدامها بشكل عام. «الحركة الهولندية الكبرى» أو «هولندا الكبرى» (Grootneerlandisme) هي مصطلحات أخرى تستخدم بينما في الأدب يطلق عليها أيضًا «التفكير الهولندي الأكبر» (Grootnederlandse Gedachte).

## التاريخ
ظهرت الحركة المنادية بهولندا الكبرى في نهاية القرن التاسع عشر. في بلجيكا، عارض بعض المواطنين الناطقين باللغة الهولندية الموقف المتميز للبرجوازية الناطقة بالفرنسية، والتبعية المقابلة لهولندا، في الحكومة وفي الحياة العامة، مما أدى إلى تشكيل الحركة الفلمنكية التي دعت فيها البعض إلى دمج فلاندرز وهولندا، على غرار تلك التي دعا إليها الأورانج بعد الثورة البلجيكية عام 1830. أنشأ القوميون من كل من فلاندرز وهولندا الاتحاد العام الهولندي في عام 1895.

### الحرب العالمية الأولى
الحرب العالمية الأولى زادت حدة الصراع بين الناطقين بالهولندية والفرنسية في بلجيكا. على سبيل المثال، تأثر فلمنبوليتيك الألمان، الذي يتضمن الفصل الإداري بين الأجزاء الهولندية والفرنسية من بلجيكا، بالحركة الفلمنكية، التي أرادوا استخدامها كحليف.
انضم الاتحاد العام الهولندي، في نهاية الحرب العالمية الأولى، من قبل عدد كبير من الناس في هولندا وفلاندرز. كما أنها تتمتع بشعبية كبيرة بين الطلاب، مما أدى إلى إنشاء رابطة طلاب الحمية.

### الحرب العالمية الثانية
خلال الحرب العالمية الثانية، احتلت كل من بلجيكا وهولندا على يد ألمانيا النازية. كان يُعتقد في الأوساط القومية أنه يمكن إنشاء دولة هولندية كبرى من خلال التعاون مع المحتلين الألمان. النازيين ولكن لا قيمة لهذه الفكرة، والمطلوب إما دمج رابطة الشعوب الجرمانية بالمتحدثين بالهولندية الجرمانية مع ألمانيا أو طلب جديد فيه كل من بلجيكا وهولندا سوف تستمر في تاكيد الوجود الألماني وتعتبر نظريا كدول تابعة. على الرغم من أن بيتر جايل كان معارضًا للنازية بقوة وكان يجادل من منظور تاريخي وثقافي، فقد تبنت ألمانيا النازية على الفكرة خلال الحرب العالمية الثانية مع التركيز على القومية العرقية، والتي لا تزال بارزة بين البعض في أقصى اليمين السياسي.
ولكن بعد الحر، وصمت الحركة الهولندية الكبرى بعار التعاون مع الألمان، ولا سيما الاتحاد الفلمندي الوطني (VNV) في فلاندرز والحركة الاشتراكية الوطنية في هولندا.